# パブロ・セバスティアン・アルバレス
パブロ・セバスティアン・アルバレス・バレイラ（Pablo Sebastián Álvarez Valeira, 1984年4月17日 - ）は、アルゼンチン・ブエノスアイレス州サン・マルティン出身の元サッカー選手。現役時代のポジションはディフェンダー（サイドバック）。ルーツであるスペインのパスポートも保有している。

## 経歴
ユース時代にAAアルヘンティノス・ジュニアーズから名門ボカ・ジュニアーズへ移籍。2003年にトップチームデビューし、2004年にはコパ・スダメリカーナ優勝を経験した。2005年7月にはエストゥディアンテス・デ・ラ・プラタへ移籍すると、2006年前期リーグではチームの23年ぶりのリーグ優勝に貢献した。
2008年1月にイタリアのカルチョ・カターニアへ加入するも、すぐには結果を残せず、翌年には母国のCAロサリオ・セントラルへのレンタル移籍で経験を積む。2009-10シーズンからはカターニアに戻り、出場機会を増やしている。
2012年1月、スペインのレアル・サラゴサへレンタル移籍。半年間のレンタル後、カターニアに戻った。
2017年7月26日、CAウラカンと1年契約を交わすことが発表された。

## タイトル
ボカ・ジュニアーズ
- コパ・スダメリカーナ : 2004

エストゥディアンテス
- プリメーラ・ディビシオン : 2006アペルトゥーラ